# Szelek (album)
A Szelek a Dalriada együttes negyedik, 2008. április 14-én megjelent folk-metal albuma. A lemez a megjelenés hetében a Mahasz lemezeladási listájának második helyén nyitott.

## Számok listája
1. Szelek (intro)
2. Mégegyszer…
3. A nap és a szél háza
4. Hajnalpír
5. Égi madár
6. Hazatérés
7. Égnek ostora
8. Hej, virágom
9. A szikla legendája
10. Világfutó szél
11. Tavaszköszöntő

## Közreműködők
- Binder Laura – ének
- Ficzek András – gitár, ének
- Németh Szabó Mátyás – gitár
- Varga György – basszusgitár, ének
- Rieckmann Tadeusz – dob, ének
- Kurz András – billentyűs hangszerek